# José Luis Granda Bravo
José Luis Granda Bravo (Ica, 13 de abril de 1992) es un futbolista peruano. Juega de defensa y su equipo actual es Deportivo Moquegua de la Liga 2 de Perú.

## Trayectoria
Debuta en Sporting Cristal el 20 de febrero de 2010 ante el  FBC Melgar válido por el Campeonato Descentralizado 2010, como titular jugando todo el encuentro. El resultado del partido fue de 3-1 a favor del cuadro rimense.
En 2015 descendió con León de Huánuco. Al siguiente año tuvo un buen desempeño con el Sport Loreto en la Segunda División del Perú.
En 2017 fichó por el Deportivo Coopsol.
En 2018 fichó por el Alfonso Ugarte.
En 2019 fichó por el Credicoop San Cristóbal. 
Para inicios de la temporada 2021 fichó por el Cultural Santa Rosa, que después cambió de nombre a Los Chankas.
En la temporada 2021 regresó de nuevo al Alfonso Ugarte, equipo con el que logró el ascenso a la Liga 2.

## Clubes
| Club                    | País | Año         |
| ----------------------- | ---- | ----------- |
| Academia Vista Alegre   | Perú | 2005 - 2006 |
| Sporting Cristal        | Perú | 2010 - 2012 |
| Real Garcilaso          | Perú | 2012 - 2013 |
| UTC de Cajamarca        | Perú | 2014        |
| León de Huánuco         | Perú | 2015        |
| Sport Loreto            | Perú | 2016        |
| Deportivo Coopsol       | Perú | 2017        |
| Alfonso Ugarte          | Perú | 2018        |
| Credicoop San Cristóbal | Perú | 2019        |
| Los Chankas             | Perú | 2020-2021   |
| Alfonso Ugarte          | Perú | 2021 - 2022 |
| Alianza Universidad     | Perú | 2023        |
| UCV Moquegua            | Perú | 2024        |
| Cultural Tambillo       | Perú | 2024        |
| Deportivo Moquegua      | Perú | 2025 -      |